# ختیه سواسدیپل
ختیه سواسدیپل (به تایلندی: พลตรี ดร. ขัตติยะ สวัสดิผล)، معروف به سه دنگ (فرمانده سرخ) (۲ ژوئن ۱۹۵۱–۱۷ مه ۲۰۱۰) سرلشکر ارتش پادشاهی تایلند بود که در بخش امنیت داخلی فعالیت می‌کرد.
سواسدیپل مدعی است که در جریان جنگ ویتنام به عملیات جاسوسی ایالات متحده آمریکا علیه ویتنام شمالی کمک می‌کرده و در «جنگ مخفی» با پشتیبانی سیا علیه کمونیست‌ها در لائوس شرکت داشته‌است. او همچنین برای نفوذ به شورشیان آچه در اندونزی خود را یک مسلمان جا زده بود.
او چند کتاب پرفروش به زبان تایلندی در مورد ماجراجویی‌های خود نوشته‌است و با حضور مکرر در برنامه‌های تلویزیونی و داشتن هوادارانی پرشور، شخصیتی نامدار در این کشور است. ختیه در سال ۲۰۰۶ در جریان تحقیق و تفحص از یک قمارخانه بزرگ مخفی اختلاف شدیدی با فرمانده پلیس تایلند، ژنرال سری تامیاوت، پیدا کرد. تامیاوت از او به جرم افترا و توهین به دادگاه شکایت برد و سواسدیپل دستگیر و به ۴ ماه حبس محکوم شد. پس از آن ختیه هم از فرمانده پلیس به دلیل تهمت و بدنامی او شکایت کرده‌است.
ختیه در اکتبر ۲۰۰۸ خبرساز شد، با اعلام اینکه «در صورت هرگونه تلاش ارتش برای تصاحب قدرت سیاسی، او طرفداران حکومت را علیه آنان بسیج خواهد کرد» و از طرفداران حکومت در ائتلاف دمکراتیک علیه دیکتاتوری خواست در صورت کودتا با کوکتل مولوتف تانک‌ها و نفربرهای ارتش را نابود کنند. در پی آن فرمانده ارتش تایلند وی را از پست خود برکنار و به عنوان مربی ایروبیک منصوب کرد. او هم در پاسخ گفت: «فرمانده ارتش از من خواسته تا گروه رقاصان ایروبیک را رهبری کنم. من هم رقصی را تدارک دیده‌ام که به آن رقص نارنجک‌پرانی می‌گویند.»
در ۱۴ ژانویه ۲۰۱۰ فرمانده ارتش حکم تعلیق از خدمت ختیه را صادر کرد. وقتی که کمیته تحقیق اعلام کرد که او آشکارا به جبهه متحد ملی برای دمکراسی علیه دیکتاتوری، یک گروه فشار سیاسی حامی تاکسین شیناواترا، اعلام وفاداری و قوانین نظامی را نقض کرده‌است. فردای آن روز دفتر فرمانده ارتش با موشک‌های ام۷۹ هدف قرار گفته و ویران شد ولی به کسی آسیب نرسید. در ماه آوریل حکم بازداشت سواسدیپل و تعداد دیگری از شخصیت‌های برجسته سرخ‌پوشان صادر شد وی در منطقه تحت کنترل معترضان در مرکز بانکوک قرار داشت. سرخ‌پوشان - مجموعه‌ای از طرفداران تاکسین شیناواترا نخست‌وزیر سابق، طرفداران دمکراسی و چپ‌ها - از ماه مارس در شهر بانکوک تحصن کرده و کنترل بخشی از مرکز بانکوک را در اختیار خود گرفته بودند. سواسدیپل به سرخ‌پوشان کمک کرده بود تا گرداگرد محل اعتراض را با شاخه‌های بامبو و لاستیک ماشین سنگربندی کنند. وی از سرسخت‌ترین مخالفان دولت در جمع سرخ‌پوشان به‌شمار می‌رفت که با هر مصالحه‌ای با حکومت مخالف بود و قول داده بود که در صورت ورود ارتش با آنان بجنگد.
ختیه سواسدیپل در ۱۳ مه ۲۰۱۰ به ضرب گلوله یک تک‌تیرانداز از ناحیه سر به‌شدت مجروح شد. وی ۹۰ دقیقه پیش از ترور در مصاحبه‌ای با اسوشیتدپرس از در پیش بودن یک سرکوب نظامی از سوی ارتش خبر داده بود.